# Hornblendă

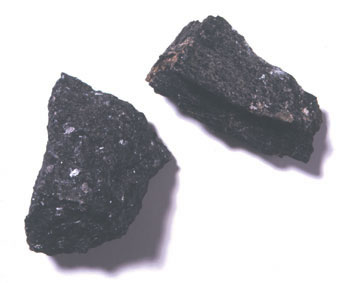
Hornblendă

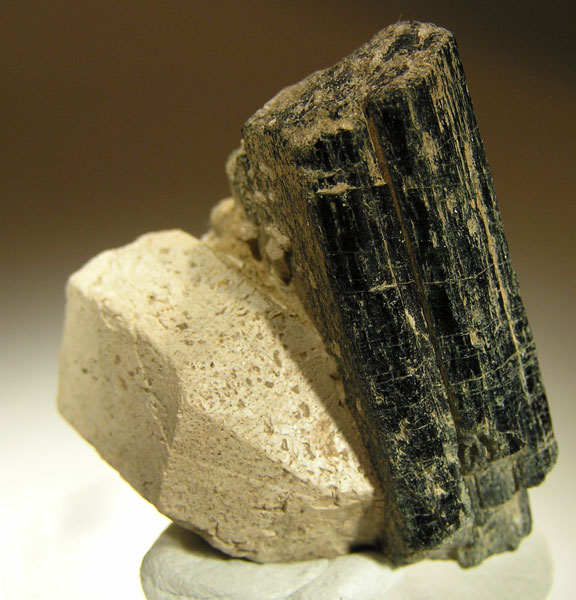
Un eșantion de hornblendă din Snarum, Noregia

Hornblenda este un silicat, mineralul cel mai important din grupa amfibolilor monoclinici, caracterizat printr-o compoziție complexă (silicat natural, hidrat de calciu, magneziu, fier și aluminiu). Este cunoscută și sub numele de acromaită, amfibolă, orniblendă sau rimpylită. Formula sa chimică generală (empirică) este (Ca, Na)2–3(Mg, Fe, Al)5 (Al, Si)8 O22 (OH, F)2.

## Istoric și etimologie
Mineralul a fost descris pentru prima dată în anul 1789 de către mineralogul german Abraham Gottlieb Werner care i-a dat numele după cuvintele germane „horn” (corn) și „blenden” (strălucitor, orbitor”).

## Descriere
Hornblenda cristalizează în sistemul monoclinic și are culoarea brună sau verde-închis, deseori neagră și luciu sticlos. Are o duritate medie de 6 pe scara Mohs.

## Depozite
Hornblenda este un mineral comun în roci magmatice sau metamorfice, cum ar fi granit, sienit, diorit, bazalt, andezit, gnais și șisturi. Se găsește în zonele Wilberforce și Tory Hill din Ontario, Canada, în pegmatitele din nordul munților Urali din Rusia, Evsly în Finlanda, Bourg-Saint-Maurice și Muntele Chenaillet în Franța. 
În România se întâlnește mai ales în Dobrogea , în Munții Apuseni, Munții Căpățânii si Munții Călimani

## Utilizare
Ca mineral nu are nici o importanță economică. Datorită durității sale a fost folosit în timpurile preistorice pentru confecționarea de unelte.